# Hypsipyla grandella
Hypsipyla grandella là một loài bướm đêm thuộc họ Pyralidae. Nó được tìm thấy ở miền nam Florida (Hoa Kỳ), phân bố nhiều ở quần đảo Tây Ấn, Sinaloa và miền nam Mexico, miền trung Hoa Kỳ, và Nam Mỹ ngoại trừ Chile.
Ấu trùng đục thân cây Tuyết tùng non (loài (Swietenia spp.) và (Cedrela spp.)).